# متحف دير عطية
متحف دير عطية يعد واحداً من أهم المتاحف السورية، وقد أسس بموجب المرسوم الجمهوري الصادر في عام 1991.

## موقع المتحف
يقع في مدينة ديرعطية.فوق هضبة قليلة الارتفاع تقع في أقصى شمال المدينة، مطلة عليها جنوباً.

## مبنى المتحف
المتحف ذو طراز خاص يمتاز عن بقية المتاحف السورية، فهو يضم عشرة مبان، فضلاً عن مبنى القلعة، ومبنى الفن الحديث، بنيت جميعها على مراحل متعددة وكلما دعت الحاجة إلى ذلك، ويعد كل واحد من هذه المباني قسماً خاصاً بذاته.

## أقسام المتحف
تعتمد طريقة العرض في متحف ديرعطية على المادة الأثرية أي أن كل مبنى من مبانيه يضم نوعاً معيناً من التحف الأثرية طبقاً للتسلسل التاريخي.
- القسم الأثري، وينقسم إلى

1. مبنى العصر الحجري
2. مبنى الفخار
3. مبنى خاص بالآثار الحجرية
4. مبنى خاص بالقطع الحجرية البازلتية والكلسية
5. مبنى خاص بالكتابات العربية المنقوشة على الحجارة

- قسم النفائس والتقاليد الشعبية، وينقسم إلى

1. مبنى خاص بالنفائس الزجاجية والخزفية.
2. مبنى خاص بالأدوات الزراعية القديمة.
3. مبنى خاص بالنسيج والأقمشة.
4. مبنى النفائس النحاسية والخزفية.
5. قلعة متحف ديرعطية.

- قسم الرئيس حافظ الأسد والرئيس بشار الأسد والشهيد باسل الأسد.
- جناح الفن الحديث.
- الباحات الخارجية.

## أهم القطع الأثرية في المتحف
- دمية من طين مشوي تمثل أنثى
- سراج هلنستي فخاري ذو لون قرميدي (تيرّا سجلاتا). القرن الأول ق.م.
- تمثال فخاري روماني يمثل محارباً. القرن 2-3 م.
- شاهدة قبر من العصر الروماني تمثل نسراً باسطاً جناحيه فوق إكليل من أوراق الغار.
- مذبح تدمري على أحد وجوهه كتابة تدمرية.
- ساكف مدخل كنيسة بيزنطي بازلتي مؤرخ في عام 821 (سلوقي) = 509 م.
- إبريق فخاري إسلامي مصنوع بواسطة القالب.
- أباريق فخارية إسلامية مملوكية العصر عليها زخرفة ذات لون بني.
- مجموعة من السيوف العربية مختلفة الأشكال والحجوم تعود للقرنين التاسع عشر والعشرين.